# Byakkotai
 (septembre 2016).

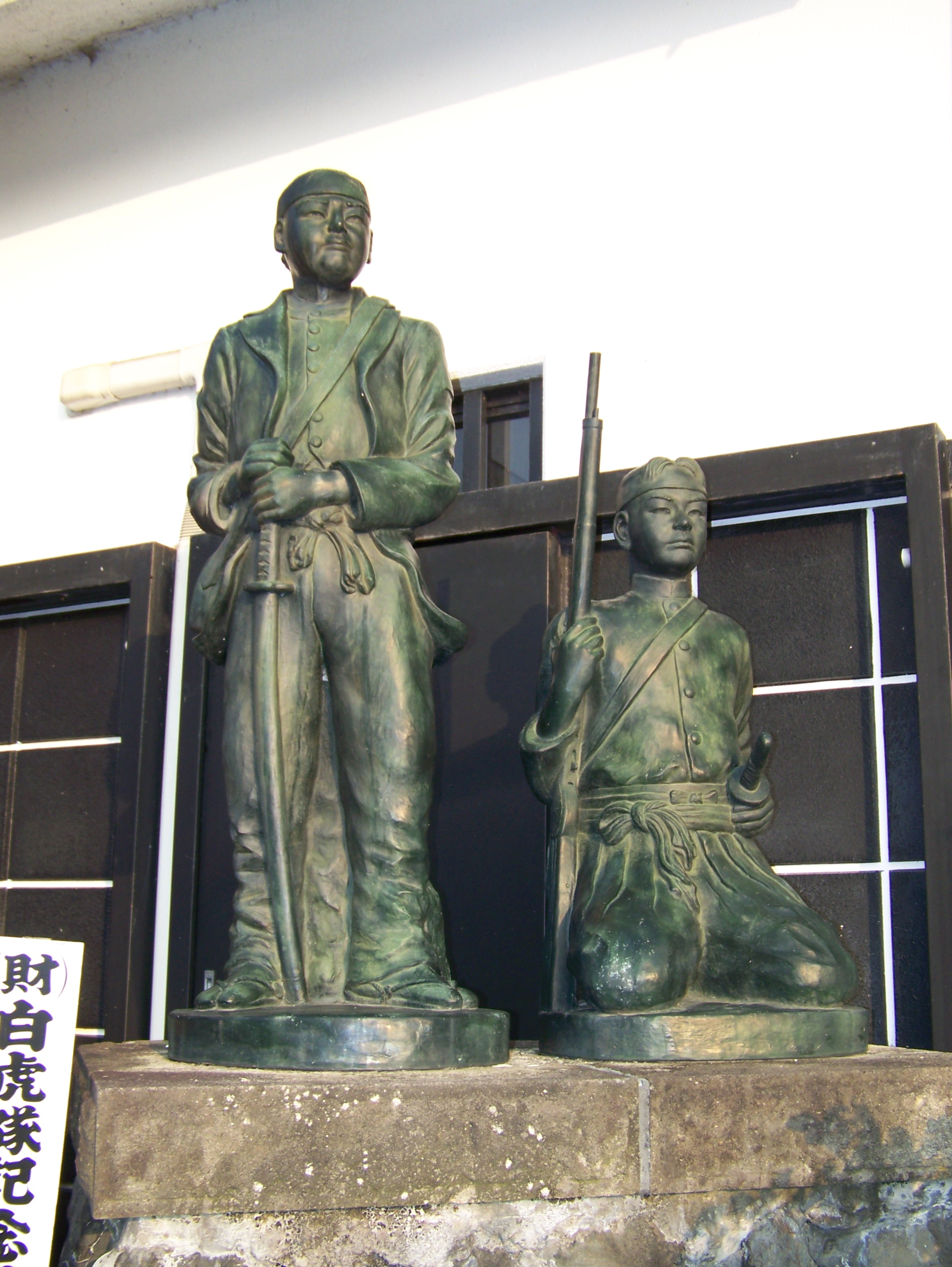
Statues des guerriers du Byakkotai sur la colline Iimori, Aizuwakamatsu, préfecture de Fukushima, Japon.

Le Byakkotai (白虎隊, lit. « compagnie du Tigre blanc ») est un groupe constitué d'environ 305 jeunes adolescents samouraïs du domaine d'Aizu, qui a combattu durant la guerre de Boshin.

## Histoire
Le Byakkotai était l'une des quatre unités militaires d'Aizu, fondées pendant la modernisation de l'armée du domaine, à la suite de la bataille de Toba-Fushimi. Les trois autres unités étaient le Genbutai, le Seiryūtai et le Suzakutai. Chacun correspondait aux Quatre animaux des directions de boussole de l'astrologie chinoise. Le Byakkotai était censé être une unité de réserve, étant donné qu'il était composé de jeunes de 16 à 17 ans, fils de samouraïs d'Aizu. Il était subdivisé en 6 équipes de 3 catégories : deux équipes de rang supérieur (shichū), deux équipes de rang moyen (yoriai), et deux équipes de bas rang (ashigaru).
Vingt des membres du 2e peloton de shichū, coupés du reste de leur unité pendant la bataille de Tonoguchihara, se sont réfugiés sur la colline Iimori, qui surplombait la ville fortifiée. De là, ils ont vu ce qu'ils pensaient être le château en feu, et se sont fait seppuku (un seul s'est raté) dans le désespoir, croyant leur seigneur et leurs familles morts. Toutefois ces 20 membres du Byakkotai s'étaient trompés, les défenses de château n'avaient pas été brisées ; seule la ville autour de la citadelle était en flammes. Comme cette ville était entre la colline Iimori et le château, les garçons ont vu la fumée monter et ont supposé que le château aussi était tombé.
Les 19 membres du Byakkotai qui se sont suicidés étaient les suivants :
- Tōzaburō Adachi
- Toranosuke Ishiyama
- Gisaburō Shinoda (commandant)
- Yūji Nagase
- Genshichirō Mase
- Orinosuke Aruga
- Teijirō Itō
- Genkichi Suzuki
- Katsutarō Nishikawa
- Katsuzaburō Yanase
- Shintarō Ikegami
- Toshihiko Itō
- Sutezō Tsuda
- Komashirō Nomura
- Takeji Yanase
- Wasuke Ishida
- Shigetarō Ibuka
- Kiyomi Tsugawa
- Yasoji Hayashi

Plus tard, une femme appelée Hatsu est montée au sommet de la colline Iimori et a trouvé les 19 corps et un seul survivant, Sadakichi Iinuma, sérieusement blessé puisqu'il n'y avait plus personne pour abréger ses souffrances et parce que, à cause de ses blessures à la bataille de Tonokuchihara, il avait été désigné comme le dernier à se faire seppuku. Il fut sauvé par un paysan du coin. Après la guerre, il s'est déplacé jusqu'à la ville voisine de Sendaï, où il a vécu jusqu'à sa mort. Il a également servi en tant qu'officier dans l'armée (se retirant avec le rang de capitaine) et de fonctionnaire du bureau de poste de Sendaï.
Après la guerre, les corps sont restés sur place jusqu'à ce que le gouvernement impérial ait finalement accordé la permission de les enterrer. Un mémorial a été érigé sur la colline, et où les 20 membres du Byakkotai cités ci-dessus reposent. Une pierre portant une poésie de Katamori Matsudaira est également présente :
幾人の　涙は石にそそぐとも　その名は世々に　朽じとぞ思う

Ikutari no namida wa ishi ni sosogu tomo sono na wa yoyo ni kuji to zo omou

« Qu'importe combien de personnes lavent ces pierres avec leurs larmes, ces noms ne disparaîtront jamais. »

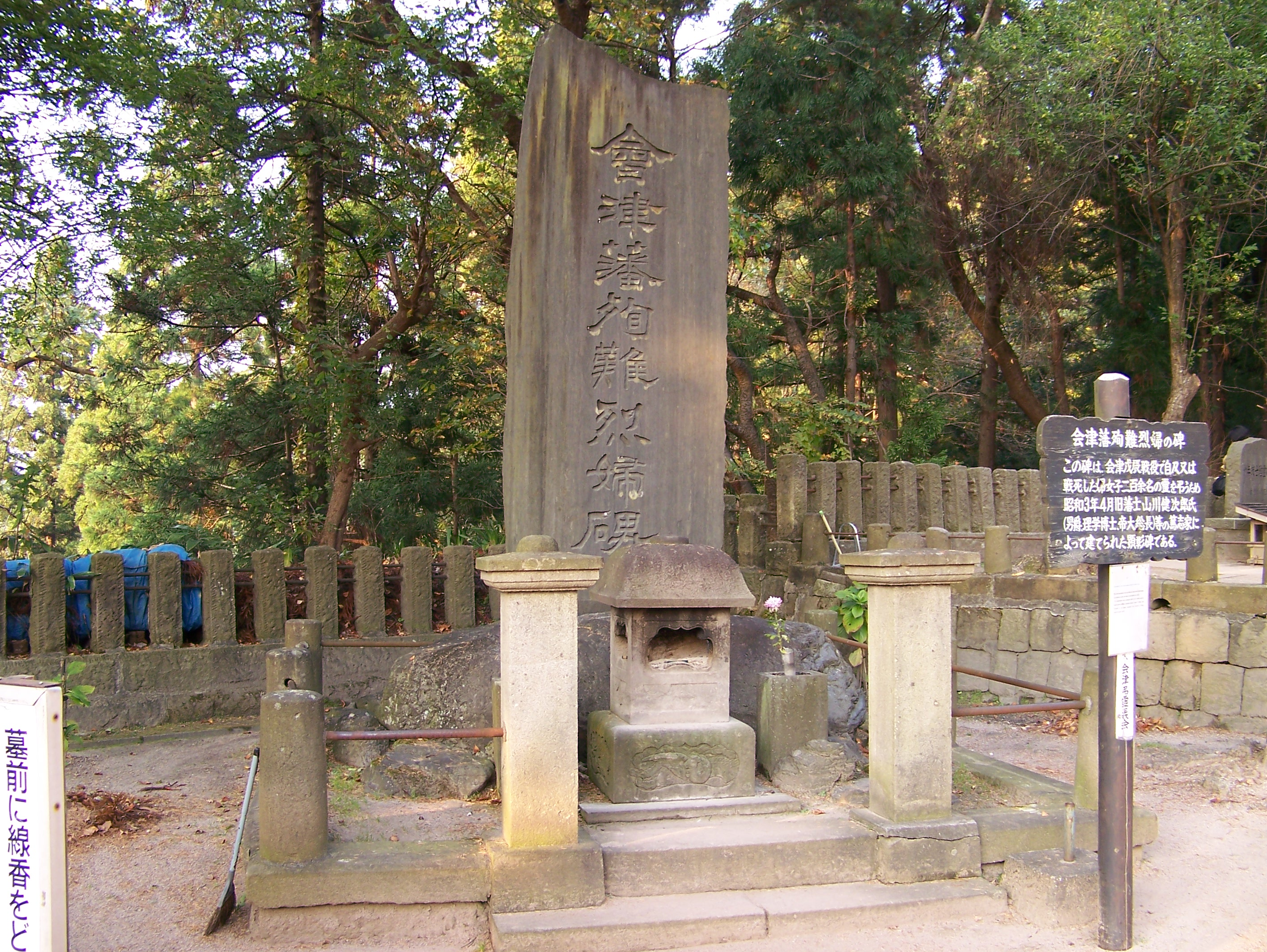
Monument aux samouraïs du Byakkotai.

Le reste du Byakkotai a continué à combattre lors de la bataille d'Aizu, dont plusieurs des membres ont contribué à la défense du château. Beaucoup ont survécu à la guerre. Deux d'entre eux ont tenu des rôles importants pendant l'ère Meiji : le physicien et historien Yamakawa Kenjirō et l'amiral de la Marine impériale japonaise Shigetō Dewa.

## Benito Mussolini et leByakkotai
Le dictateur fasciste italien Benito Mussolini a entendu parler de l'histoire des membres du Byakkotai qui se sont suicidés, et a été très impressionné par leur fidélité à leur seigneur. En 1928, il a donné une colonne de Pompéi pour qu'elle soit érigée sur la colline Iimori près de leurs tombes ; cette colonne existe encore aujourd'hui.
Il existe aussi une stèle offerte en 1935 par les nazis. Enlevée par les Américains, elle est remise en place après l’occupation et est toujours présente aujourd’hui.

## Représentations contemporaines
Le Byakkotai a été le sujet de nombreuses pièces de théâtre, livres, films et séries télévisées. Une représentation télé a été produite en 1986 ; une autre, plus récemment, fut un drama de 2007, mettant en scène Yamashita Tomohisa, Tanaka Koki et Taisuke Fujigaya. Yamashita a joué un autre survivant du Byakkotai, Mineji Sakai.

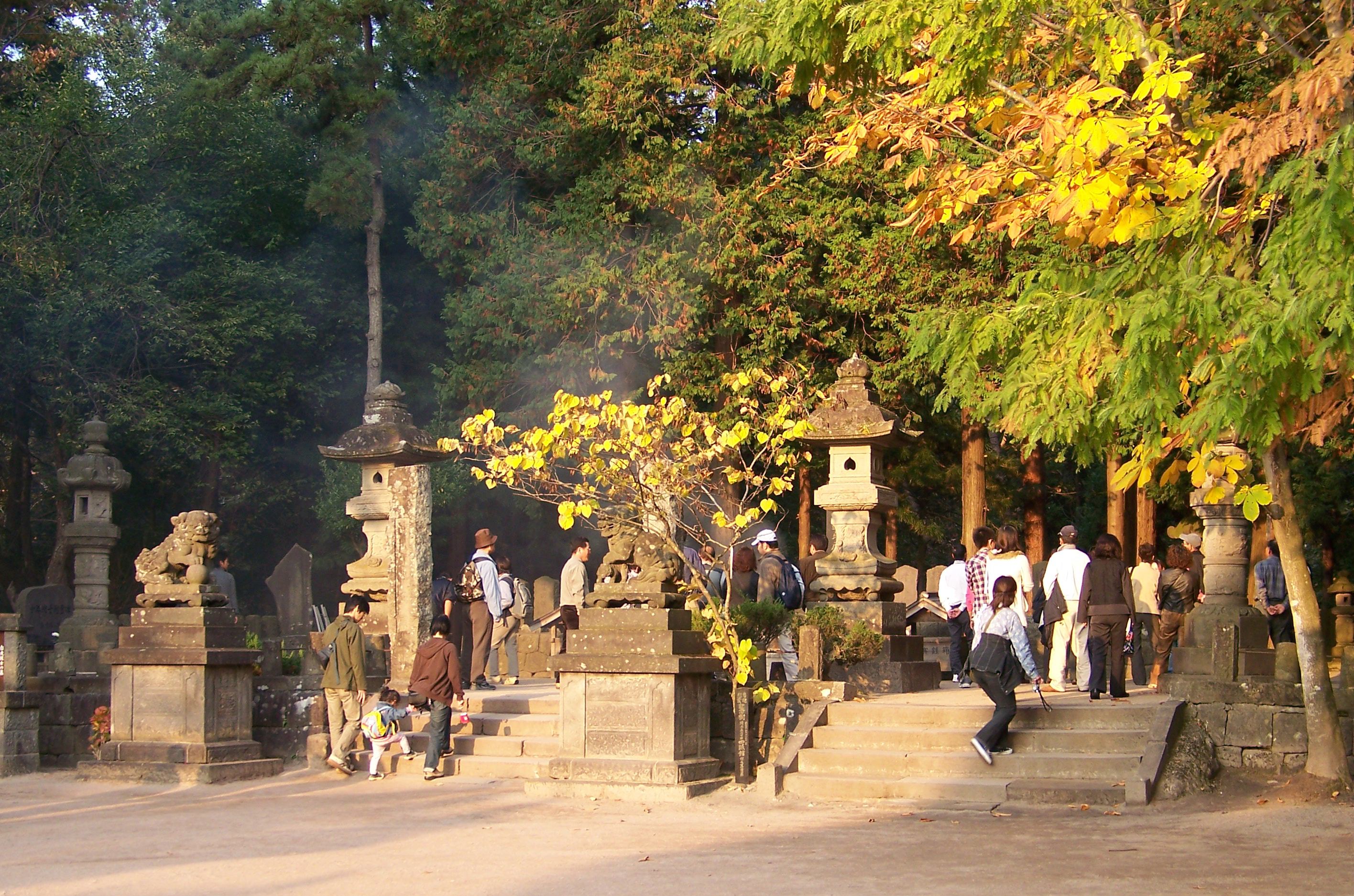
Mémorial sur la colline Limori.
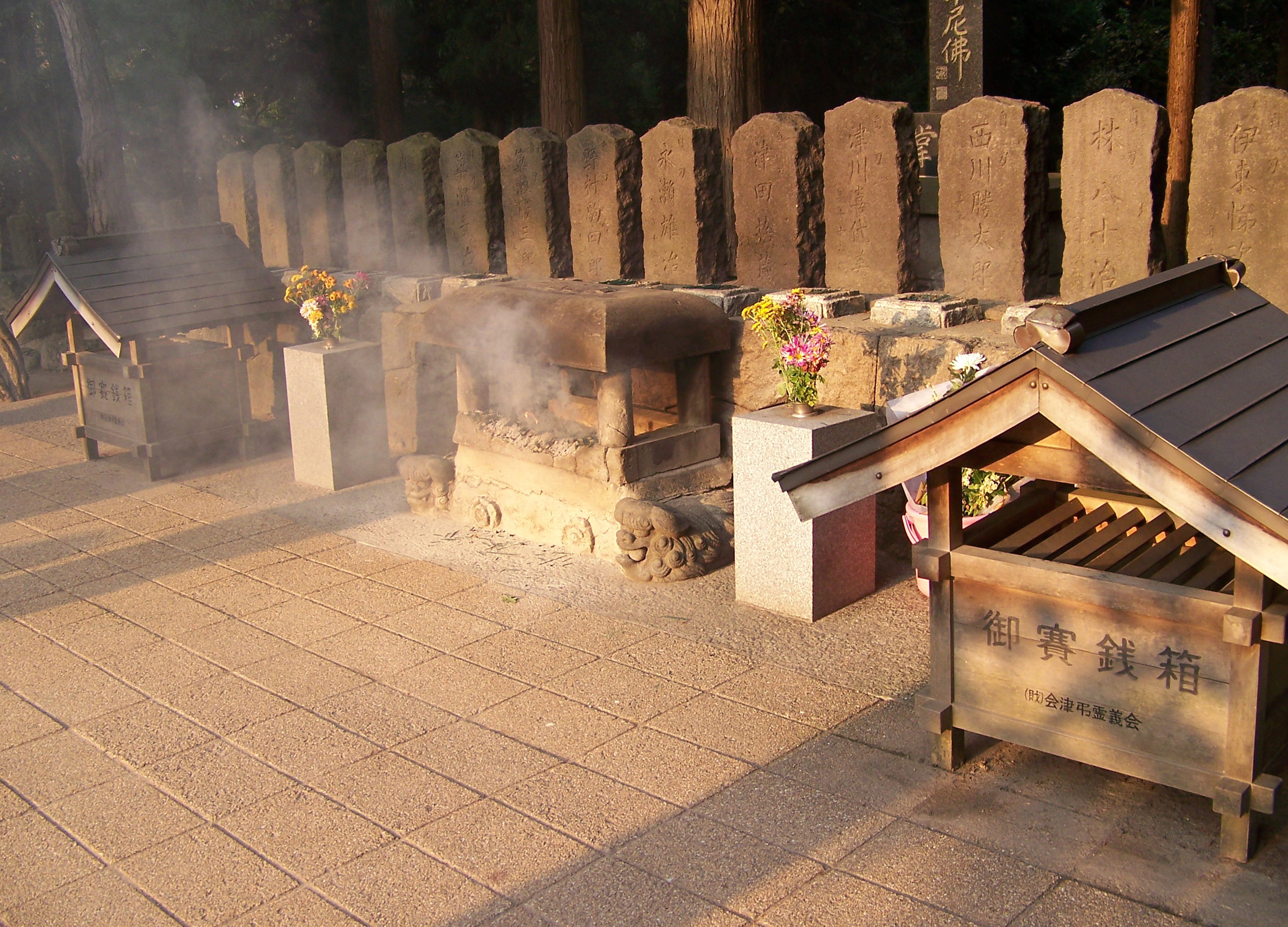
Tablettes avec les noms des membres du Byakkotai qui se sont suicidés.
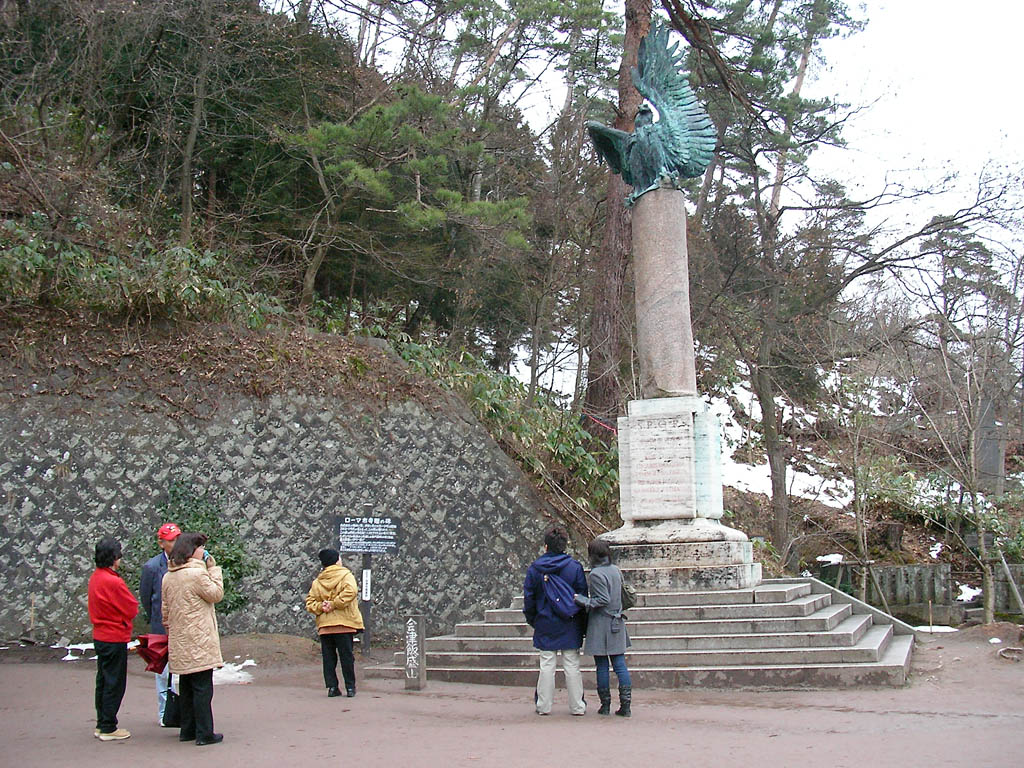
Colonne donnée par Mussolini.
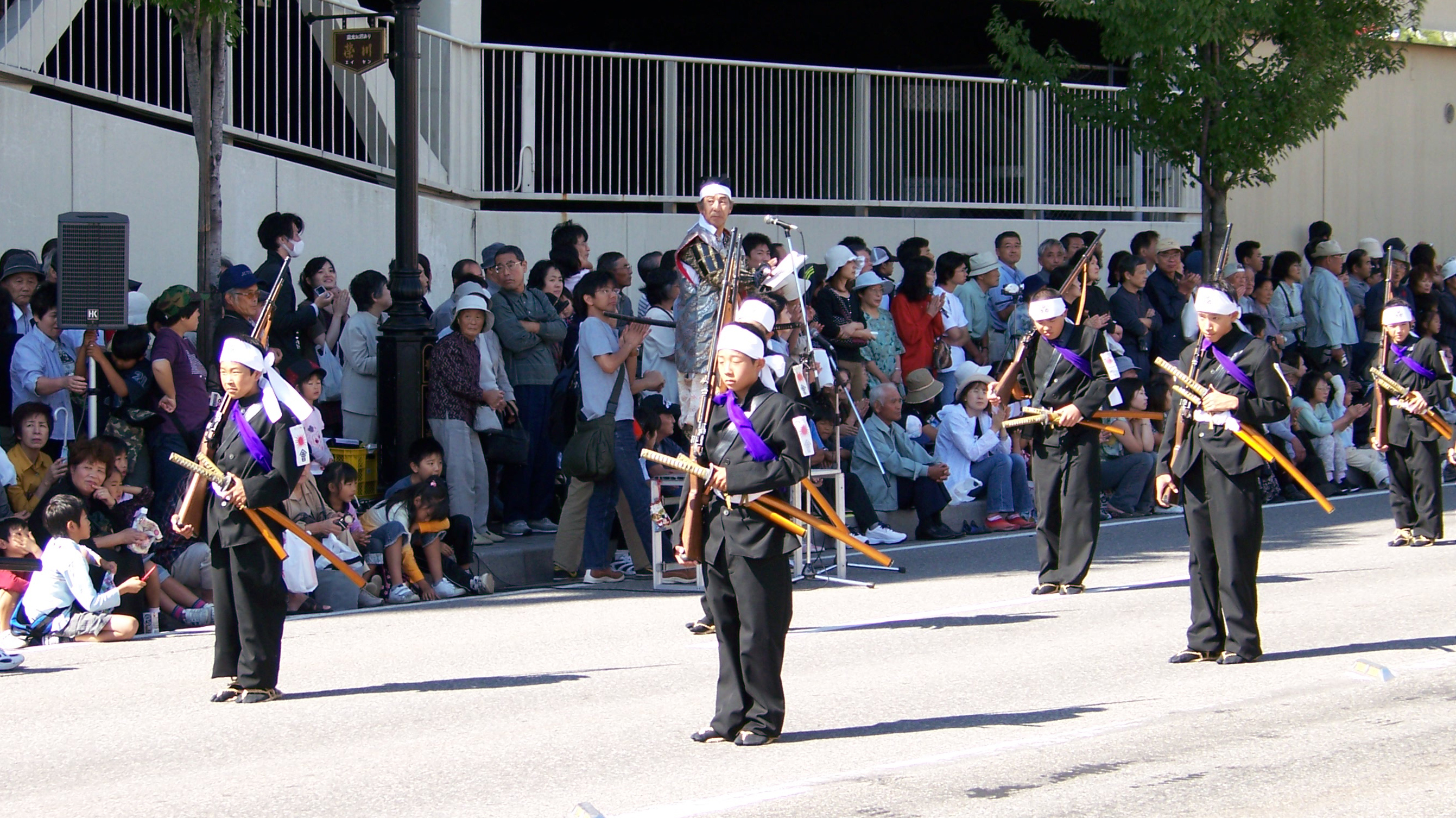
Enfants dépeignant des soldats du Byakkotai à la parade annuel du clan d'Aizu (2006).
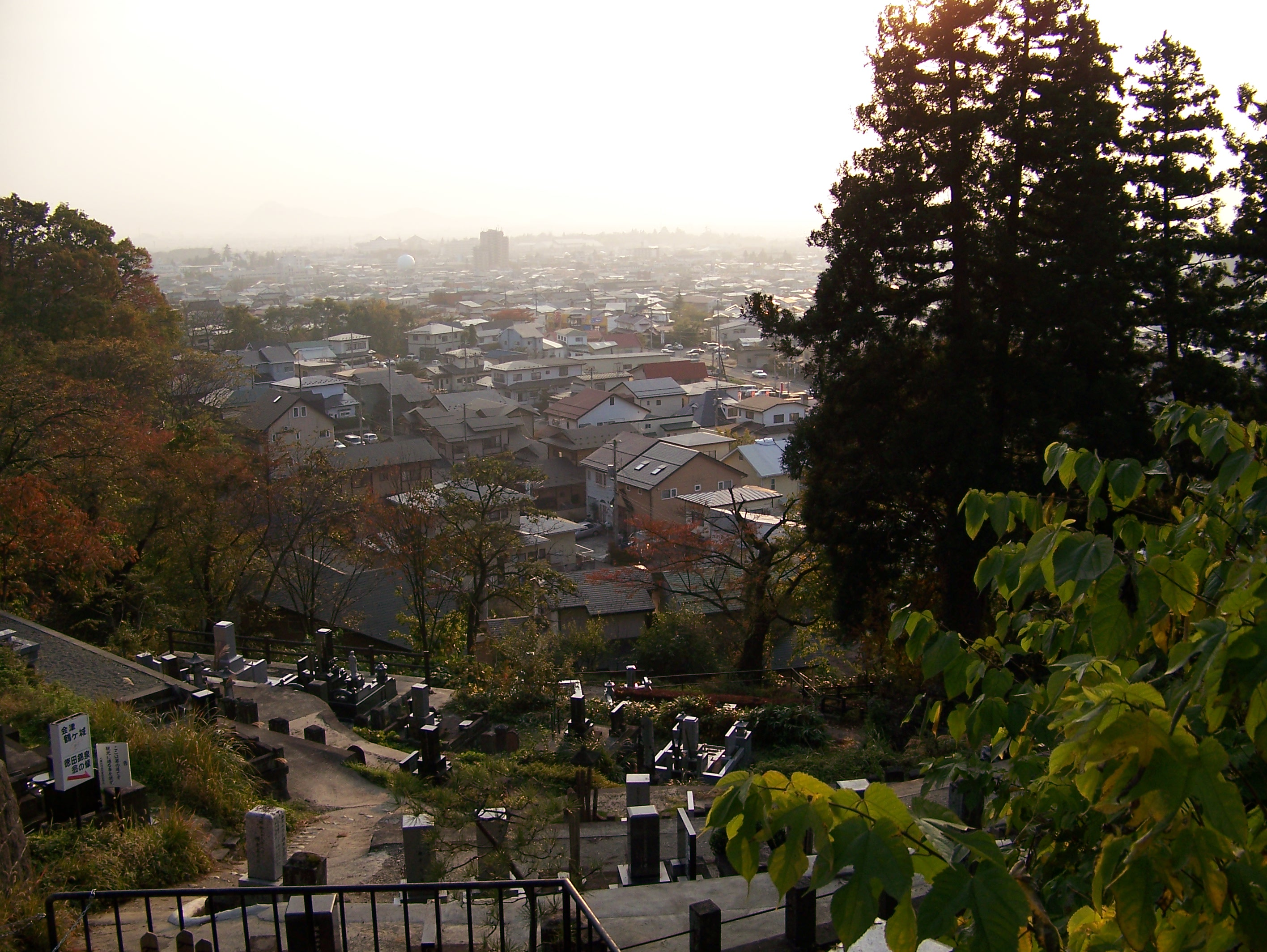
Vue depuis la colline Limori (2006).
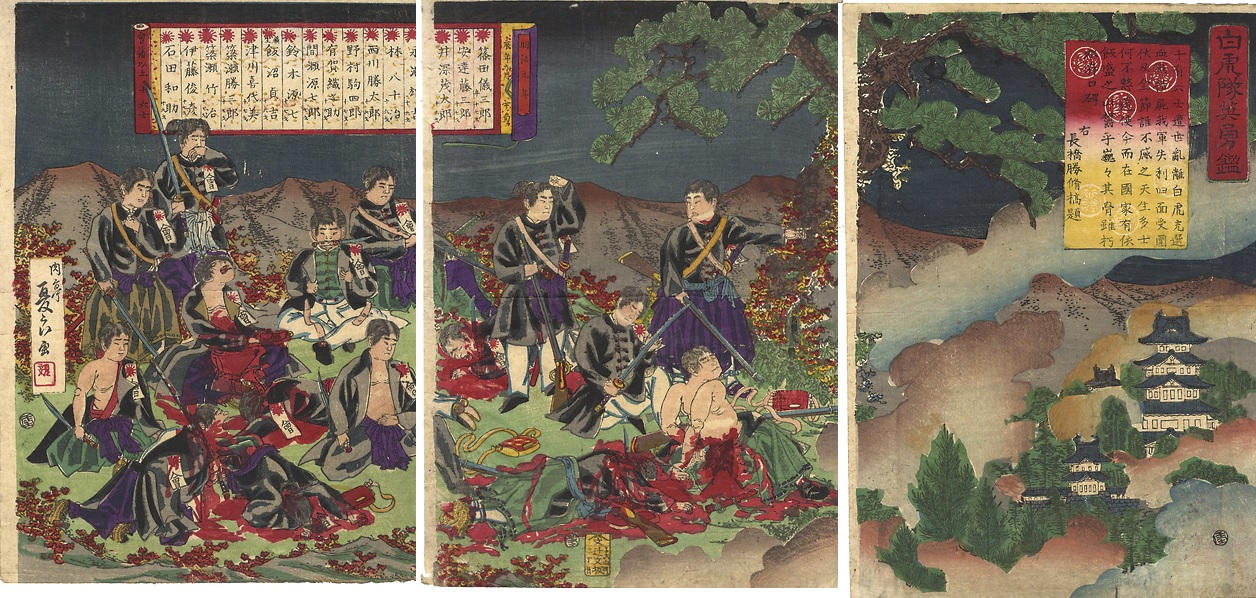
Byakkotai qui a commis seppuku à Iimori Hill, gravure sur bois.

## Source de la traduction
- (en) Cet article est partiellement ou en totalité issu de l’article de Wikipédia en anglais intitulé « Byakkotai » (voir la liste des auteurs).